# Петр Кліма
Петр Кліма (чеськ. Petr Klíma; 23 грудня 1964, Хомутов — 4 травня 2023) — чеський хокеїст, що грав на позиції лівого нападника. Грав за збірну команду Чехословаччини.
Володар Кубка Стенлі. Провів понад 800 матчів у Національній хокейній лізі.

## Ігрова кар'єра
Хокейну кар'єру розпочав у 1981 році виступами за команду «Литвинов» (Чехословацька хокейна ліга).
1983 року був обраний на драфті НХЛ під 88-м загальним номером командою «Детройт Ред-Вінгс».
Протягом професійної клубної ігрової кар'єри, що тривала 23 роки, захищав кольори команд «Дукла» (Їглава), «Детройт Ред-Вінгс», «Едмонтон Ойлерс», «Лос-Анджелес Кінгс», «Піттсбург Пінгвінс», «Злін», «Вольфсбург», «Крефельд Пінгвін», «Тампа-Бей Лайтнінг» та «Літвінов».
Загалом провів 881 матч у НХЛ, включаючи 95 ігор плей-оф Кубка Стенлі.
Виступав за збірну Чехословаччини.

## Нагороди та досягнення
- Чемпіон Чехословаччини в складі «Дукла» (Їглава) — 1984, 1985.
- Володар Кубка Стенлі в складі «Едмонтон Ойлерс» — 1990.

## Статистика
| Сезон        | Клуб                   | Ліга         | Регулярний сезон | Регулярний сезон | Регулярний сезон | Регулярний сезон | Регулярний сезон | Плей-оф | Плей-оф | Плей-оф | Плей-оф | Плей-оф |
| Сезон        | Клуб                   | Ліга         | І                | Г                | П                | О                | ШХ               | І       | Г       | П       | О       | ШХ      |
| ------------ | ---------------------- | ------------ | ---------------- | ---------------- | ---------------- | ---------------- | ---------------- | ------- | ------- | ------- | ------- | ------- |
| 1985–86      | «Детройт Ред-Вінгс»    | НХЛ          | 74               | 32               | 24               | 56               | 16               | —       | —       | —       | —       | —       |
| 1986–87      | «Детройт Ред-Вінгс»    | НХЛ          | 77               | 30               | 23               | 53               | 42               | 13      | 1       | 2       | 3       | 4       |
| 1987–88      | «Детройт Ред-Вінгс»    | НХЛ          | 78               | 37               | 25               | 62               | 46               | 12      | 10      | 8       | 18      | 10      |
| 1988–89      | «Адірондак Ред-Вінгс»  | АХЛ          | 5                | 5                | 1                | 6                | 4                | —       | —       | —       | —       | —       |
| 1988–89      | «Детройт Ред-Вінгс»    | НХЛ          | 51               | 25               | 16               | 41               | 44               | 6       | 2       | 4       | 6       | 19      |
| 1989–90      | «Детройт Ред-Вінгс»    | НХЛ          | 13               | 5                | 5                | 10               | 6                | —       | —       | —       | —       | —       |
| 1989–90      | «Едмонтон Ойлерс»      | НХЛ          | 63               | 25               | 28               | 53               | 66               | 21      | 5       | 0       | 5       | 8       |
| 1990–91      | «Едмонтон Ойлерс»      | НХЛ          | 70               | 40               | 28               | 68               | 113              | 18      | 7       | 6       | 13      | 16      |
| 1991–92      | «Едмонтон Ойлерс»      | НХЛ          | 57               | 21               | 13               | 34               | 52               | 15      | 1       | 4       | 5       | 8       |
| 1992–93      | «Едмонтон Ойлерс»      | НХЛ          | 68               | 32               | 16               | 48               | 100              | —       | —       | —       | —       | —       |
| 1993–94      | «Тампа-Бей Лайтнінг»   | НХЛ          | 75               | 28               | 27               | 55               | 76               | —       | —       | —       | —       | —       |
| 1994–95      | «Злін»                 | ЧЕ           | 1                | 1                | 0                | 1                | 0                | —       | —       | —       | —       | —       |
| 1994–95      | «Вольфсбург»           | ДХЛ          | 12               | 27               | 11               | 38               | 28               | —       | —       | —       | —       | —       |
| 1994–95      | «Тампа-Бей Лайтнінг»   | НХЛ          | 47               | 13               | 13               | 26               | 26               | —       | —       | —       | —       | —       |
| 1995–96      | «Тампа-Бей Лайтнінг»   | НХЛ          | 67               | 22               | 30               | 52               | 68               | 4       | 2       | 0       | 2       | 14      |
| 1996–97      | «Клівленд Ламберджекс» | ІХЛ          | 19               | 7                | 14               | 21               | 6                | —       | —       | —       | —       | —       |
| 1996–97      | «Лос-Анджелес Кінгс»   | НХЛ          | 8                | 0                | 4                | 4                | 2                | —       | —       | —       | —       | —       |
| 1996–97      | «Піттсбург Пінгвінс»   | НХЛ          | 9                | 1                | 3                | 4                | 4                | —       | —       | —       | —       | —       |
| 1996–97      | «Едмонтон Ойлерс»      | НХЛ          | 16               | 1                | 5                | 6                | 6                | 6       | 0       | 0       | 0       | 4       |
| 1997–98      | «Крефельд Пінгвін»     | ДХЛ          | 38               | 7                | 12               | 19               | 18               | —       | —       | —       | —       | —       |
| 1998–99      | «Адірондак Ред-Вінгс»  | АХЛ          | 15               | 2                | 6                | 8                | 8                | —       | —       | —       | —       | —       |
| 1998–99      | «Детройт Ред-Вінгс»    | НХЛ          | 13               | 1                | 0                | 1                | 4                | —       | —       | —       | —       | —       |
| 2001–02      | «Літвінов»             | ЧЕ           | 52               | 24               | 10               | 34               | 36               | —       | —       | —       | —       | —       |
| 2002–03      | «Літвінов»             | ЧЕ           | 41               | 13               | 6                | 19               | 28               | —       | —       | —       | —       | —       |
| Усього в НХЛ | Усього в НХЛ           | Усього в НХЛ | 786              | 313              | 260              | 573              | 671              | 95      | 28      | 24      | 52      | 83      |